# والاتالاوا
والاتالاوا (به لاتین: Walatalawa) یک منطقهٔ مسکونی در سری‌لانکا است که در استان مرکزی (سری‌لانکا) واقع شده‌است.